# Піщанка (Новгород-Сіверський район)
Піща́нка — колишнє село в Україні, Новгород-Сіверському районі Чернігівської області. Підпорядковувалось Ковпинській сільській раді. Мало площу 0,49 км². Розташовувалося на висоті 170 метрів над рівнем моря.
Село Піщанка було засноване на початку XX століття. Колись село налічувало 100 дворів. Проте через віддаленість від центру сільської ради — села Ковпинки, відсутність нормального транспортного сполучення з районним центром та відсутність у селі культурно-освітніх, торгових та медичних закладів почався його занепад. Станом на 1 грудня 2008 року в Піщанці ніхто не проживав.
Знято з обліку 10 квітня 2009 року рішенням Чернігівської обласної ради.